# Martin Hundfeld
Martin Hundfeld (også Huntzfeld, muligvis fra Hundsfeld, en landsby 20 km øst for Würzburg) var en tysk fægtemester fra første halvdel af 1400-tallet. Han døde før 1452. Hans fægteteknikker er blevet videreformidlet og bevaret i Peter von Danzigs fægtemanual Cod. 44 A 8 og af Hans von Speyer i M I 29. Hundfeld bliver listet som medlem af "Johannes Liechtenauer-samfundet", der var en gruppe tyske fægtemestre, listet af Paulus Kal i hans fægtemanual fra slutningen af 1400-tallet.